# 鄭祥鐵
鄭祥鐵（1948年9月15日—）是大韩民国演员，東國大學毕业，戏剧电影学学士。1968年，開始從事演藝生涯。1973年成為韩国國立劇團成员、韩国戏剧协会会员。1996 年1月至2001年12月，任国立剧团导演。1998年2月任韩国戏剧协会副会长，2012年之前為国立剧团艺术总监。

## 演出

### 电影
- 1990年 《短暂爱情事件》
- 2001年 《有情》
- 2001年 《黑水仙》
- 2003年 《最后的晚餐》
- 2004年 《蜘蛛丛林》—侦探队长
- 2006年 《野兽》—检察长
- 2014年 《美国朋友》
- 2014年 《人间中毒》— 參謀總長
- 2014年 《尚衣院》— 領議政
- 2016年 《爷爷》
- 2024年 《破墓》 —朴钟纯（朴志龙的爸爸，朴根贤的儿子）

### 电视剧
- 1980年 MBC 《田園日記》
- 1980年 KBS1 《HDTV文学馆》
- 1983年 KBS1 《빛과 사슬》
- 1983年 KBS2 《戰友》
- 1984年 MBC 《秋史金正喜》 ... 朝鲜純祖
- 1984年 KBS1 《1984寻找真相》
- 1984年 MBC 《東土的王国》
- 1985年 KBS1 《五星上将金弘壹》 ... 金白一
- 1985年 MBC 《壬辰倭乱》 ... 金誠一
- 1987年 KBS1 《梨花》 ... 袁世凯
- 1988年 KBS1 《温暖的南方乡村》
- 1988年 MBC 《閑中錄》
- 1989年 KBS1 《智異山》 ... 李承燁
- 1989年 MBC 《第二共和国》 ... 梁一東
- 1989年 KBS1 《울밑에 선 봉선화》
- 1990年 MBC 《反民特委》 ... 張洪琰
- 1990年 KBS1 《黎明的日子》 ... 崔贤
- 1991年 MBC 《最佳剧院》
- 1993年 KBS2 《一月》
- 1993年 MBC 《第三共和国》
- 1994年 MBC 《综合医院》
- 1995年 KBS1 《金九》 ... 金俊淵
- 1995年 MBC 《第四共和国》 ... 金在春、辛道煥
- 1995年 SBS 《韩国门》 ... 朴東鎭
- 1995年 KBS1 《燦爛的黎明》
- 1998年 SBS 《三金時代》... 梁一東
- 2002年 KBS1 《帝国的早晨》 ... 朴守卿
- 2006年 SBS 《渊盖苏文》 ... 李勣
- 2015年 MBC 《华政》... 柳永慶

### 戏剧
- 1998年 血脈
- 1998年 The Wedding Day
- 1999年 阿Q正傳
- 2004年 까페 신파
- 2007年 꿈꿔서 미안해
- 2008年 櫻桃園
- 2009年 和妈妈一起度过3天2夜
- 2009年 哈姆雷特
- 2010年 죽이는 수녀들 이야기
- 2011年 悲惨世界
- 2011年 등신과 머저리
- 2011年 Woyzeck
- 2012年 鼠罠

## 奖项
- 2000年 国务总理表彰

## 外部鏈接
鄭祥鐵在韩国电影数据库（KMDb）上的資料（韓語）